# Wanda Frontczakowa
Wanda Krystyna Frontczakowa, z domu Polakowska (ur. 23 czerwca 1927 w Łodzi, zm. 13 grudnia 1999 w Łodzi) – bibliotekarka polska, bibliotekoznawca i bibliograf, starszy kustosz dyplomowany, kierownik Oddziału Informacji Naukowej Biblioteki Uniwersyteckiej w Łodzi.

## Życiorys
Urodzona w rodzinie nauczycielskiej, była córką Józefa (1894–1978) i Kunegundy z Ciupińskich (1906–1934). Ojciec uczestniczył w polskim ruchu niepodległościowym, należał do Polskiej Partii Socjalistycznej, walczył w czasie I wojny światowej i wojny z Rosją radziecką; z zamiłowania bibliofil, zgromadził liczny, kilkutysięczny księgozbiór. Młodsze dziecko Polakowskich, syn Przedzisław (1932-2022), został lekarzem i farmakologiem, profesorem Akademii Medycznej w Łodzi.
Do wybuchu II wojny światowej Wanda Polakowska ukończyła pięć klas szkoły powszechnej. Naukę kontynuowała na tajnych kompletach, pracując zarazem w czasie okupacji jako ekspedientka w niemieckiej piekarni. Od 1945 uczęszczała do IV Gimnazjum i Liceum im. Emilii Sczanieckiej w Łodzi, uzyskując świadectwo dojrzałości w 1949. Nie mogąc zrealizować ze względów politycznych swoich planów studiów medycznych, w latach 1949–1952 studiowała filologię angielską na Wydziale Humanistycznym Uniwersytetu Łódzkiego, a następnie – wobec likwidacji dotychczasowego kierunku studiów w Łodzi – ukończyła studia magisterskie w zakresie bibliotekoznawstwa, pracę Działalność Stanisława Wyspiańskiego w zakresie zdobnictwa książki na tle prądów epoki broniąc w 1954. Pracę tę Polakowska przygotowywała pod kierunkiem prof. Jana Muszkowskiego, a po jego śmierci w 1953 pod kierunkiem prof. Heleny Więckowskiej.
Od marca 1954 zatrudniona była w Bibliotece Uniwersyteckiej w Łodzi. W ciągu 36 lat pracy zawodowej w tej instytucji przeszła kolejne szczeble kariery, od pracownika godzinowego, przez asystenta bibliotecznego (1954–1956), bibliotekarza (1956–1958), starszego bibliotekarza (1958–1961), adiunkta bibliotecznego (1962–1970), kustosza dyplomowanego (1971–1979) po starszego kustosza dyplomowanego (1979–1990). Pierwsze miesiące pracy spędziła w Oddziale Udostępniania Zbiorów, by w sierpniu 1954 przejść do Oddziału Informacji Bibliograficznej (przemianowanego następnie na Oddział Informacji Naukowej). W agendzie tej pracowała do 1956 pod kierownictwem Jadwigi Kaczanowskiej, a w latach 1956–1959 pod kierownictwem Ireny Treichel. 1 lutego 1959 kierownikiem Oddziału Informacji mianowana została Wanda Polakowska, pozostając na tym stanowisku do końca pracy zawodowej w grudniu 1990 (w tym ostatnie trzy miesiące już jako emerytka zatrudniona na 3/4 etatu).
Na swoim stanowisku Wanda Polakowska (od września 1959 r. Frontczakowa) zajmowała się organizacją i realizacją zadań informacji naukowej na potrzeby uczelni, a także praktycznym przygotowaniem zawodowym młodszych kadr informacji naukowej. Prowadziła praktyki wakacyjne dla studentów bibliotekoznawstwa, uczestniczyła w zajęciach przysposobienia bibliotecznego dla studentów pierwszych lat wszystkich kierunków, a w latach 1971-1976 przejęła po prof. Marii Dembowskiej wykłady z bibliografii (historia, teoria, metodyka) w Międzywydziałowym Studium Bibliotekoznawstwa Uniwersytetu Łódzkiego. W ramach swoich obowiązków zawodowych pełniła także dyżury w czytelni Oddziału Informacji Naukowej i przy katalogach bibliotecznych oraz oprowadzała wycieczki, prezentując „drogę książki” i „drogę czytelnika” zwiedzającym Bibliotekę Uniwersytecką w Łodzi (również cudzoziemcom). Planowała pokazy bibliografii i wystawy.
Jednocześnie prowadziła prace bibliograficzne. Najważniejszym dziełem Wandy Frontczakowej była Łódzka bibliografia regionalna, której dwa tomy ukazały się w 1976 (za lata 1945–1970) i w 1990 (za lata 1971–1980) pod naukową redakcją prof. Bolesława Świderskiego. Frontczakowa była inicjatorką i główną realizatorką dzieła, obejmującego niemal 25 tysięcy drukowanych pozycji, a w prace nad nim włączyła nie tylko męża-bibliotekarza, ale nawet córki – jedna z nich poddała pomysł obwoluty. W dorobku Frontczakowa miała też mniejsze bibliografie – prac Władysława Strzemińskiego (1957, na potrzeby katalogu wystawienniczego, wspólnie z Ireną Treichel) oraz Łódź i region łódzki w nauce polskiej 1945–1956: bibliografia (1958). Na łamach „Przeglądu Bibliotecznego”, „Prac Polonistycznych”, „Rocznika Łódzkiego”, „Wędrownika”, „Łódzkiego Czasopisma Gospodarczego” oraz czechosłowackiego pisma „Čitateľ” ogłosiła łącznie kilkanaście artykułów i recenzji, m.in. O „Pustelniku Londyńskim z Ulicy Pickadilli” pierwszym czasopiśmie anglistycznym w Polsce („Prace Polonistyczne”, 1958), W obronie Katedry Bibliotekoznawstwa Uniwersytetu Łódzkiego („Przegląd Biblioteczny”, 1954), Warsztat pracy bibliotecznej służby informacyjnej („Przegląd Biblioteczny”, 1966, referat na sesję Stowarzyszenia Bibliotekarzy Polskich „Biblioteczna służba informacyjna”, z Janiną Jaworską) i Współpraca bibliotek w zakresie informacji na terenie Łodzi („Przegląd Biblioteczny”, 1970). Przygotowała też informator dla czytelników o Bibliotece Uniwersyteckiej (1966, z Janiną Jaworską).
Przez kilkadziesiąt lat należała do Związku Nauczycielstwa Polskiego, krótko przewodnicząc grupie związkowej w Bibliotece Uniwersyteckiej. Na uczelni brała udział w pracach m.in. Rady Bibliotecznej, Komisji Dyscyplinarnej dla nauczycieli akademickich, Komisji Wyborczej. Odebrała siedem nagród indywidualnych rektora Uniwersytetu Łódzkiego (w tym w 1977 nagrodę I stopnia), była odznaczona m.in. Złotą Odznaką Uniwersytetu Łódzkiego (1974), Złotym Krzyżem Zasługi (1976), Medalem „Uniwersytet łódzki w Służbie Społeczeństwa i Nauki” (1979), Krzyżem Kawalerskim Orderu Odrodzenia Polski (1986), Medalem im. Adama Łysakowskiego (1989), Medalem Komisji Edukacji Narodowej (1990).
Prywatnie kontynuowała pasję bibliofilską ojca, gromadząc dzieła z anglistyki, historii Polski, językoznawstwa, matematyki, sztuki, muzyki, a także dzieła literatury pięknej. Chętnie wędrowała po górach. „Wiele wymagała od swoich współpracowników, ale najwięcej od siebie. Była odważna w wypowiedziach, sprawiedliwa, zrównoważona, pogodna z usposobienia. Wysoka, sympatyczna, uśmiechnięta. (...) Niezwykle pracowita i bardzo dokładna.” (Ryszard Żmuda, Zarys biograficzny oraz bibliografia publikacji [w:] Wanda Frontczakowa (1927–1999). Bibliotekoznawca, bibliograf. 2002, s. 14).
3 września 1959 r. wyszła za mąż za Wacława Frontczaka (1908–1976), nauczyciela i bibliotekarza, który jako starszy kustosz dyplomowany kierował Oddziałem Magazynów i Konserwacji Zbiorów Biblioteki Uniwersyteckiej w Łodzi. Z małżeństwa tego urodziły się dwie córki – Maria (ur. 1960), dr nauk matematycznych, adiunkt w Katedrze Funkcji Analitycznych i Równań Różniczkowych Uniwersytetu Łódzkiego, oraz Zofia (1966–1982), zmarła na białaczkę jako uczennica XXVIII Liceum Ogólnokształcącego im. Władysława Broniewskiego w Łodzi.
Wanda Frontczakowa zmarła 13 grudnia 1999 r. w Łodzi. Pochowana została w grobie rodzinnym na cmentarzu na Dołach.